# Sean Bobbitt
Sean Francis Bobbitt (Corpus Christi, 29 november 1958) is een in de Verenigde Staten geboren Britse cameraman (director of photography). Hij is vooral bekend van zijn samenwerkingen met regisseur Steve McQueen.

## Carrière
Sean Bobbitt werkte in de jaren 1990 mee aan Britse miniseries als Watergate (1994) en Ancient Inventions (1998). In 1999 maakte hij met Wonderland zijn filmdebuut als cameraman. Nadien bleef hij vooral actief in de tv-industrie. Voor zijn camerawerk in de miniserie Sense and Sensibility (2008) ontving hij een Emmy-nominatie.
Pas vanaf 2006 begon hij regelmatig als director of photography mee te werken aan filmproducties. In 2008 filmde hij de dramafilm Hunger voor regisseur Steve McQueen. In de daaropvolgende jaren werkten de twee ook samen aan Shame (2011) en 12 Years a Slave (2013). 12 Years a Slave won de Oscar voor beste film en leverde Bobbitt een BAFTA-nominatie op. In 2021 ontving hij een Oscarnominatie voor zijn camerawerk in Judas and the Black Messiah.

## Filmografie
Film
- Wonderland (1999)
- Chunky Monkey (2001)
- Lawless Heart (2001)
- Summer Things (2002)
- Cargo (2006)
- The Situation (2006)
- The Baker (2007)
- Mrs. Ratcliffe's Revolution (2007)
- Hunger (2008)
- Africa United (2010)
- Crack House USA (2010) (docu)
- Shame (2011)
- Hysteria (2011)
- Everyday (2012)
- The Place Beyond the Pines (2012)
- Byzantium (2012)
- 12 Years a Slave (2013)
- Oldboy (2013)
- Kill the Messenger (2014)
- Rock the Kasbah (2015)
- Queen of Katwe (2016)
- On Chesil Beach (2017)
- Stronger (2017)
- Widows (2018)
- Ironbark (2020)
- The Rhythm Section (2020)
- Judas and the Black Messiah (2021)
- The Marvels (2023)